# Progetti cinematografici irrealizzati di Steven Spielberg
Questa è la lista dei progetti di Steven Spielberg non realizzati.

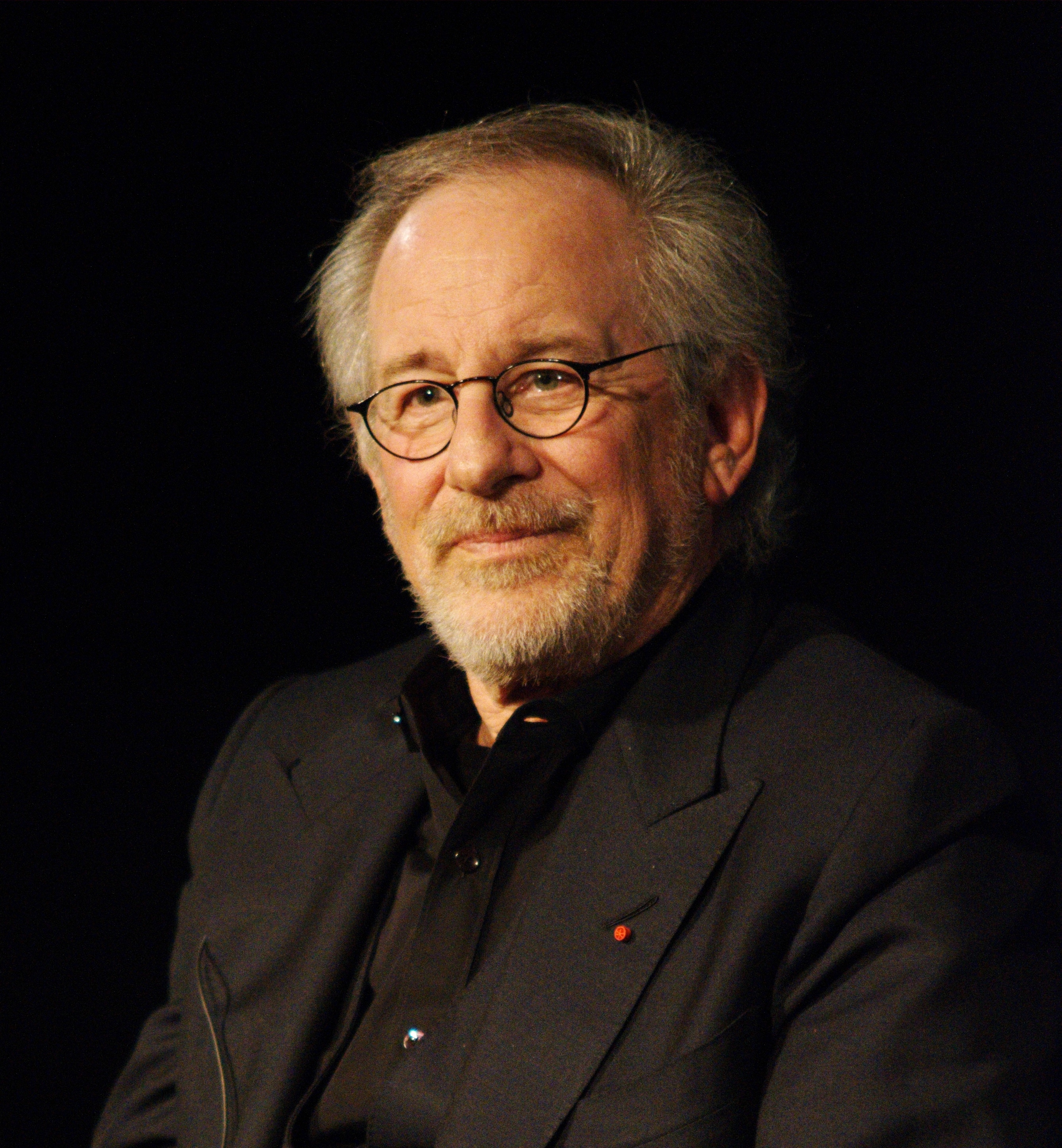
Steven Spielberg nel 2012.

## Anni 1970

### McKlusky, metà uomo metà odio
Il film McKlusky, metà uomo metà odio (1973) avrebbe potuto essere il primo lungometraggio di Spielberg, che dopo due mesi e mezzo di pre-produzione lasciò la regia a Joseph Sargent per dirigere Sugarland Express (1974).

### Flushed with Pride: The Story of Thomas Crapper
Interessato a dirigere un film ispirato al libro di Wallace Reyburn Flushed with Pride: The Story of Thomas Crapper (biografia semi-satirica dell'idraulico Thomas Crapper) Spielberg ingaggiò i due sceneggiatori Gloria Katz e Willard Huyck, ma il progetto non andò mai in porto.

### Cruising
Il produttore cinematografico Philip D'Antoni assunse Spielberg per dirigere un adattamento cinematografico del romanzo Cruising di Gerald Walker. Dopo circa tre anni in cui non si trovarono accordi l'adattamento cinematografico fu diretto da William Friedkin e uscì nel 1980.

### MacArthur il generale ribelle
Come per McKlusky, metà uomo metà odio, lasciò a Joseph Sargent la regia di MacArthur il generale ribelle (1977), una biografia di Douglas MacArthur.

### Il colpo della metropolitana (Un ostaggio al minuto)
Rinunciò anche a Il colpo della metropolitana (Un ostaggio al minuto) (1974), concedendo per la terza volta a Joseph Sargent di dirigere il film al posto suo.

### The Bingo Long Traveling All-Stars & Motor Kings
Espresse interesse a dirigere la commedia The Bingo Long Traveling All-Stars & Motor Kings (1976), ma vi rinunciò preferendo Lo squalo (1975).

### In tre sul Lucky Lady
Rinunciò anche al film In tre sul Lucky Lady (1975)  dal momento che stava dirigendo Lo squalo.

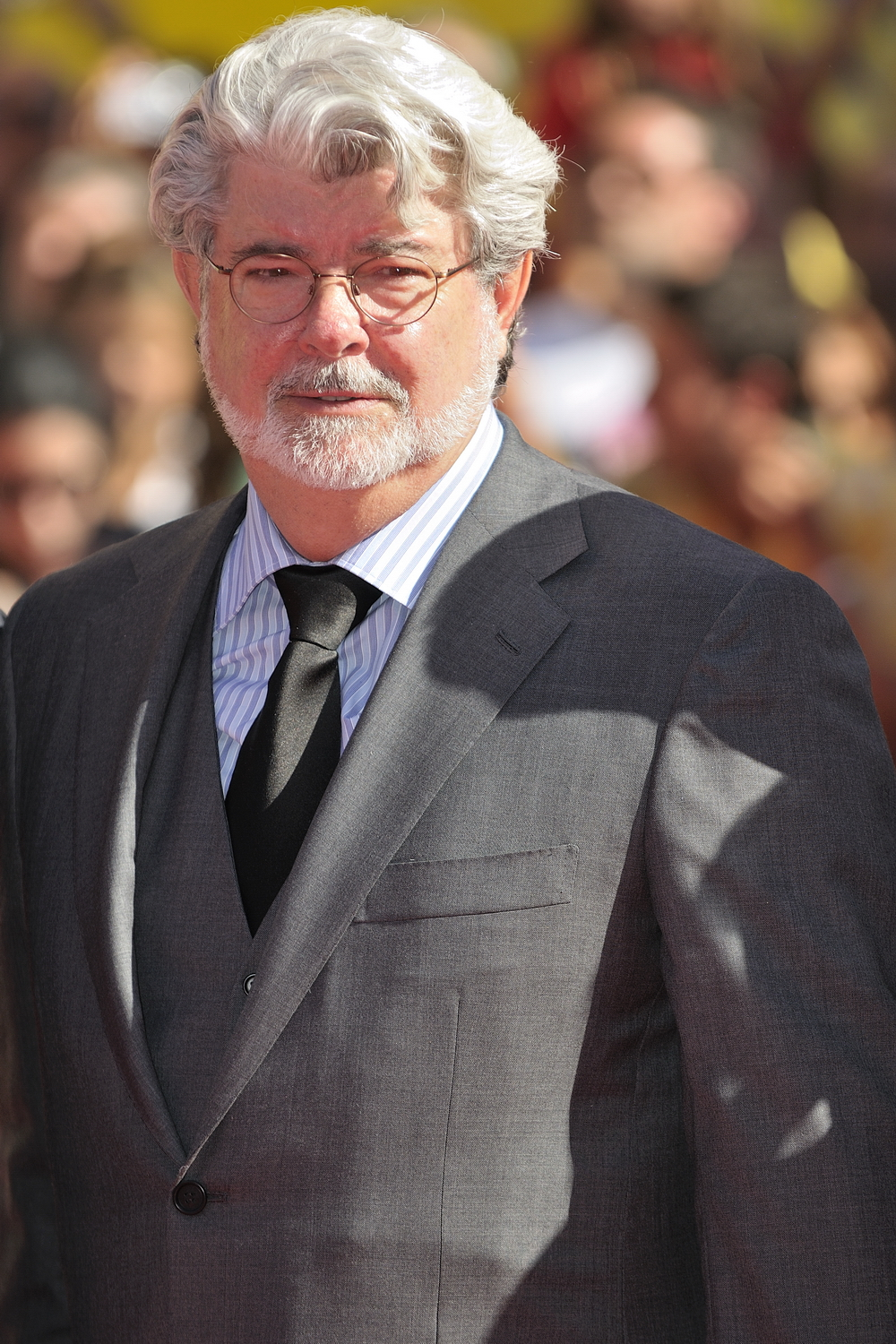
George Lucas, ideatore della saga di Indiana Jones.

### Superman
Il film Superman del 1978 inizialmente avrebbe dovuto essere diretto da Spielberg, reduce dal successo de Lo squalo. Essendo già impegnato per Incontri ravvicinati del terzo tipo, i produttori Alexander e Ilya Salkind assunsero Richard Donner.

### The Adventures of Indiana Smith
George Lucas lo convinse a realizzare un film basato sui serial cinematografici degli anni trenta e quaranta dal titolo The Adventures of Indiana Smith (in italiano: Le avventure di Indiana Smith). Dopo aver apportato numerose modifiche alla sceneggiatura i due amici optarono per utilizzare il progetto per I predatori dell'arca perduta (1981) e i successivi film della saga di Indiana Jones.

### Incontri ravvicinati del terzo tipo 2
Dopo il successo di Incontri ravvicinati del terzo tipo del 1977, pensò di dirigere un prequel o sequel, progetto che non fu mai realizzato

### Magic - Magia
Dopo aver letto il libro Magic di William Goldman fu interessato a dirigere un adattamento cinematografico. Il film Magic - Magia (1978) fu poi diretto Richard Attenborough.

### Night Skies
Durante la realizzazione di Incontri ravvicinati del terzo tipo si occupò dello sviluppo di un film horror fantascientifico intitolato Night Skies. Nonostante non fu mai realizzato, il materiale sviluppato fu usato per Poltergeist - Demoniache presenze ed E.T. l'extra-terrestre (entrambi usciti nel 1982).

## Anni 1980

### Blackhawk
Nei primi anni ottanta annunciò di voler dirigere un film dedicato a Blackhawk, personaggio della DC Comics, il progetto non fu portato a termine. Nel 2018 fu nuovamente annunciata la produzione del film prodotto dalla Warner Bros.

### Reel to Reel
Gary David Goldberg fu contattato per produrre un musical semiautobiografico Reel to Reel (bobina aperta), che avrebbe riguardato un regista di nome Stuart Moss e la sua regia di un remake musicale de Gli invasori spaziali (1953). Spielberg abbandonò il progetto per dirigere Indiana Jones e il tempio maledetto (1984).

### I tre amigos!
Il film I tre amigos! (1986) di John Landis, avrebbe dovuto inizialmente essere diretto da Spielberg dopo I predatori dell'arca perduta, che però preferì E.T. l'extra-terrestre.

### E.T. II: Nocturnal Fears
Dopo il successo di E.T. l'extra-terrestre il regista americano contattò la sceneggiatrice Melissa Mathison per scrivere un sequel intitolato E.T. II: Nocturnal Fears (trad. E.T. II: Paure notturne), ma fermò la produzione per paura di danneggiare l'originale.

### Indiana Jones and the Monkey King
Il terzo capitolo della saga di Indiana Jones avrebbe dovuto intitolarsi Indiana Jones and the Monkey King (Indiana Jones e il Re delle Scimmie) con la sceneggiatura scritta da George Lucas. Spielberg decise poi di assumere Chris Columbus per riscriverla e il film uscì nel 1989 con il titolo Indiana Jones e l'ultima crociata.

### Rain Man - L'uomo della pioggia
Spielberg fu uno dei candidati a dirigere Rain Man - L'uomo della pioggia prima che venisse scelto Barry Levinson; ma vi rinunciò con dispiacere a causa del suo impegno con Indiana Jones e l'ultima crociata.

### Who Discovered Roger Rabbit
L'idea di dirigere un sequel di Chi ha incastrato Roger Rabbit (1988) nacque già alla fine degli anni ottanta, a causa del successo del film. Spielberg fu il primo a discuterne con J. J. Abrams. Il film avrebbe dovuto intitolarsi Who Discovered Roger Rabbit (Chi ha scoperto Roger Rabbit), ma slittò in continuazione per vari motivi fino all'aprile 2014, in cui si fermò definitivamente a seguito della morte di Bob Hoskins.

## Anni 1990

### Why Can't I Be Audrey Hepburn?
Ryan Murphy raccontò di aver venduto a Spielberg una sceneggiatura intitolata Why Can not I Be Audrey Hepburn? (Perché non posso essere Audrey Hepburn?), riguardante una donna ossessionata dalla famosa attrice cinematografica Audrey Hepburn. Il film avrebbe dovuto essere interpretato da Téa Leoni e Jennifer Love Hewitt. Il regista era interessato, ma la produzione del film fu cancellata dopo che non ne uscì nulla di nuovo e Spielberg aveva altri progetti negli anni novanta su cui era impegnato a lavorare. 

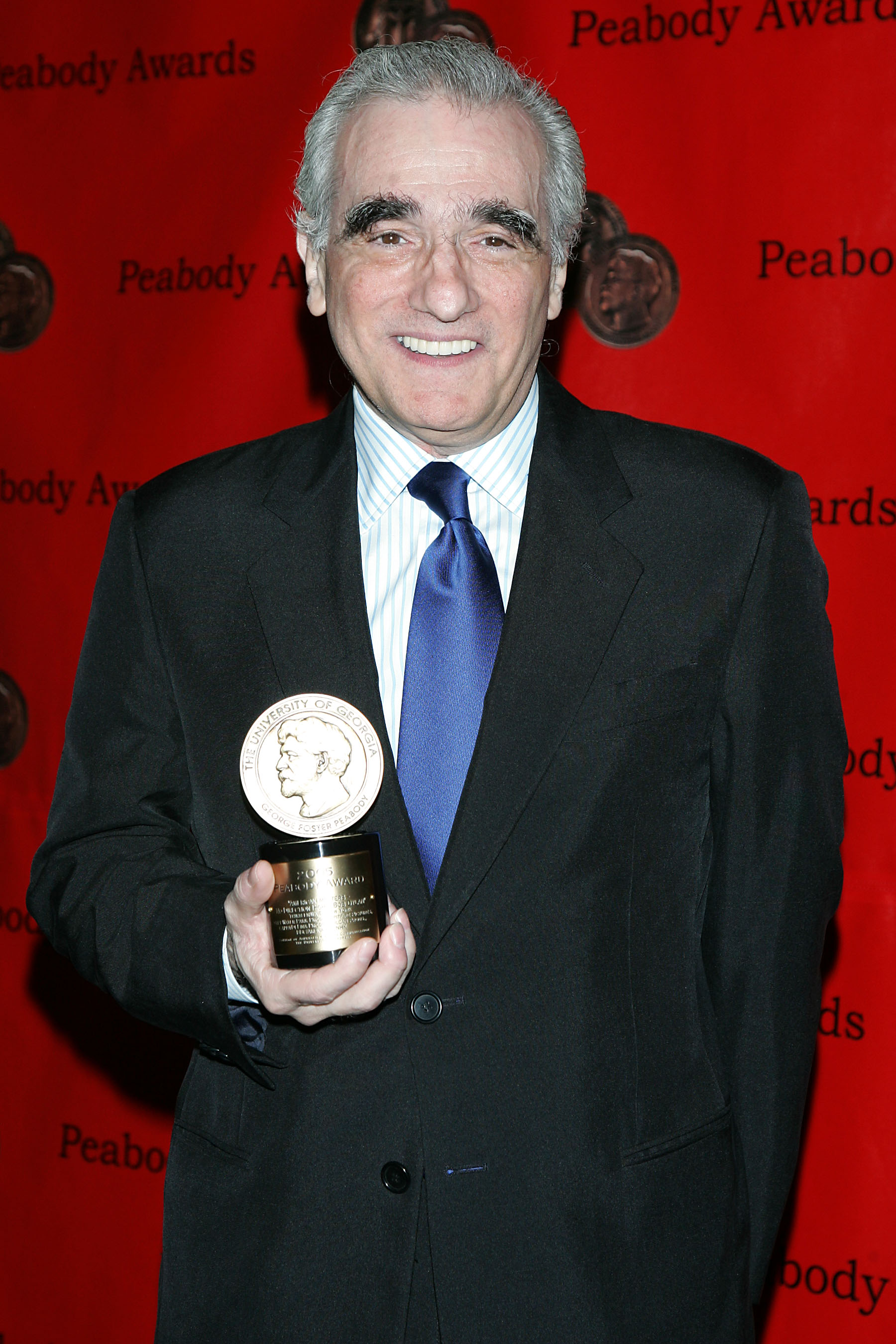
Martin Scorsese, regista di Cape Fear - Il promontorio della paura.

### Cape Fear - Il promontorio della paura
Il remake del film di J. Lee Thompson Il promontorio della paura (1962), avrebbe dovuto essere diretto da Spielberg, mentre a Martin Scorsese sarebbe spettata la regia di Schindler's List - La lista di Schindler, Spielberg decise però di invertire i ruoli, rimanendo comunque produttore del remake del 1991, uscito in Italia con il titolo Cape Fear - Il promontorio della paura.

### Shrek
Nel 1991 acquistò i diritti del libro Shrek! di William Steig, con l'intento di dirigere l'adattamento come un film d'animazione tradizionale. Nonostante la co-fondazione della DreamWorks Animation, l'eventuale proprietario del franchise di Shrek, nel 1994 passò ad altri progetti. Shrek uscì solamente nel 2001, diretto da Andrew Adamson e Vicky Jenson.

### Indiana Jones and the Saucermen from Mars
Nel 1995, dopo la cancellazione della serie televisiva Le avventure del giovane Indiana Jones, si pianificò il quarto capitolo della saga di Indiana Jones, che avrebbe dovuto intitolarsi Indiana Jones and the Saucermen from Mars (tradotto: Indiana Jones e gli extraterrestri da Marte), diretto da Spielberg e prodotto da George Lucas. Tuttavia la sceneggiatura fu respinta dopo l'uscita di Independence Day (1996). Il quarto film, intitolato Indiana Jones e il regno del teschio di cristallo, uscì solamente nel 2008.

### Ti presento i miei
Il remake di Meet the Parents (una commedia indipendente del 1992) fu già progettato da Spielberg nel 1996, con Jim Carrey come protagonista, il progetto andò a monte a causa di conflitti di programma. La DreamWorks fu co-distributrice del remake del 2000.

### The Truman Show
Prima che Peter Weir fosse definitivamente assunto, Spielberg fu tra i candidati a dirigere The Truman Show (1998).

## Anni 2000

### Harry Potter e la pietra filosofale
Alla fine degli anni novanta gli fu offerto di dirigere Harry Potter e la pietra filosofale (2001) ma l'incarico andò a Chris Columbus, a causa di alcune divergenze. Inoltre la scrittrice J. K. Rowling insistette affinché l'intero cast del film fosse britannico o irlandese.

Il logo del videogioco La maledizione di Monkey Island.

### The Curse of Monkey Island
The Curse of Monkey Island (La maledizione di Monkey Island) fu il titolo di un progetto basato sulla serie di videogiochi Monkey Island. Avrebbe dovuto essere il primo lungometraggio d'animazione di Spielberg, che fu ingaggiato per dirigerlo, produrlo e co-scrivere la sceneggiatura con Ted Elliott, ma la produzione s'interruppe poiché George Lucas era impegnato con Star Wars: Episodio II - L'attacco dei cloni, oltre che a causa di problemi di soldi. Tuttavia alcuni film come La maledizione della prima luna (2003) e Ted (2012) presero spunto dalla sceneggiatura.

### Big Fish - Le storie di una vita incredibile
Nell'agosto del 2000, era in trattativa per dirigere Big Fish - Le storie di una vita incredibile, un adattamento del romanzo di Daniel Wallace. Tuttavia, abbandonò il progetto e fu sostituito da Tim Burton.

### Indiana Jones and the City of the Gods
Il 17 maggio 2002, fu riferito che lo sceneggiatore de Le avventure del giovane Indiana Jones Frank Darabont avrebbe scritto il quarto film della serie cinematografica di Indiana Jones,  intitolato Indiana Jones and the City of the Gods (Indiana Jones e la città degli dei), ma a George Lucas non piacque e per questo motivo ingaggiò David Koepp per riscrivere il film, che uscì nel 2008, con il titolo Indiana Jones e il regno del teschio di cristallo.

### I sogni segreti di Walter Mitty
Nel maggio 2003 firmò per dirigere I sogni segreti di Walter Mitty. A novembre Zach Helm iniziò a riscrivere la sceneggiatura, ma Spielberg e la DreamWorks nell'aprile 2004 lasciarono il film in favore de La guerra dei mondi e Munich. Il film uscì nel 2011 diretto e recitato da Ben Stiller.

### Il giovane Holden
Nel 2003 avrebbe voluto dirigere un adattamento del romanzo Il giovane Holden di J. D. Salinger, che però non concedeva più i diritti.

### I Goonies 2
Il 6 giugno 2005, il regista Richard Donner dichiarò che lui e Spielberg avevano scritto una storia per un sequel de I Goonies, nonostante il cast principale non avesse alcun interesse a riprendere i loro ruoli. Il 4 aprile 2014, confermò la lavorazione del progetto, ma è probabile che Spielberg l'avesse abbandonato.

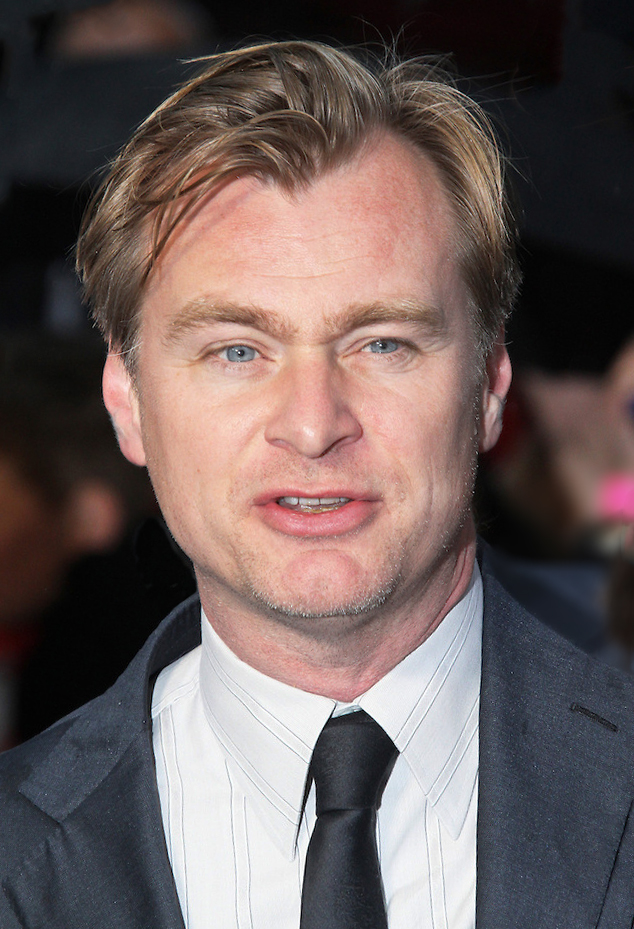
Christopher Nolan, regista di Interstellar.

### Interstellar
L'idea di Interstellar (2014) partì dalla produttrice Lynda Obst e dal fisico teorico Kip Thorne, che aveva collaborato al film Contact (1997). Lo sviluppo iniziò nel giugno 2006, quando Spielberg e la Paramount Pictures annunciarono piani per un film di fantascienza basato su un trattamento di otto pagine scritto da Obst e Thorne. Nel marzo 2007, Jonathan Nolan fu assunto per scrivere una sceneggiatura. Dopo che Spielberg trasferì il suo studio di produzione DreamWorks dalla Paramount ai Walt Disney Studios nel 2009, la Paramount aveva bisogno di un nuovo regista. Jonathan Nolan raccomandò suo fratello Christopher Nolan, che aderì al progetto nel 2012.

### Old Boy
Spielberg avrebbe dovuto girare il rifacimento di Old Boy (2003). Il progetto fu abbandonato a causa di problemi relativi ai diritti, il remake fu rilasciato il 27 novembre 2013, diretto da Spike Lee e interpretato da Josh Brolin.

### Chocky
Nel settembre 2008, The Hollywood Reporter riferì che Spielberg aveva acquistato i diritti del romanzo Chocky di John Wyndham per realizzare un adattamento cinematografico. Tuttavia, non ci furono aggiornamenti dopo questo annuncio.

### Martin Luther King
Il 19 maggio 2009 fu riferito che Spielberg avrebbe girato un film sulla vita dell'attivista per i diritti civili Martin Luther King Jr. dopo aver acquistato i diritti della sua storia di vita. Spielberg parlò del progetto nel 2013, dal 15 marzo 2018 detiene ancora i diritti sulla storia.

### Harvey
Il 2 agosto 2009 dichiarò che avrebbe diretto un adattamento cinematografico della commedia Harvey, nonché remake dell'omonimo film. Will Smith, Robert Downey Jr. e Tom Hanks furono considerati come protagonisti, mentre Jonathan Tropper fu ingaggiato per scrivere la sceneggiatura. La DreamWorks e la 20th Century Fox avrebbero sviluppato il film, tuttavia il progetto fu annullato a causa di problemi con la selezione del ruolo principale.

### Horace Greasley
Il 15 giugno 2009 fu riportato che Spielberg stava per realizzare un ˞film biografico sul militare britannico Horace Greasley, noto per essere fuggito più di 200 volte dai campi di prigionieri di guerra in Germania durante la seconda guerra mondiale. Tuttavia il progetto non ha avuto seguito.

## Anni 2010

### Robopocalypse
Il 22 ottobre 2010, firmò per dirigere un adattamento cinematografico del romanzo Robopocalypse di Daniel H. Wilson. La produzione fu sospesa indefinitamente principalmente a causa degli impegni del regista, che nel 2018 passò il testimone a Michael Bay.